# Хаїм Ешед
Хаїм Ешед (івр. חיים אשד, нар. 1939) — співробітник служби безпеки Ізраїлю. Очолював управління космічної програми в Управлінні досліджень, розробки зброї і технологічної інфраструктури Міністерства оборони, яке відповідає за космічну програму безпеки Ізраїлю. Професор Інституту космічних досліджень Ашера Техніона.

## Біографія
Хаїм Ешед народився в 1939 році в Туреччині й іммігрував до Ізраїлю зі своїми батьками у віці одного року. Виріс на півдні Тель-Авіва. Має ступінь бакалавра електроніки Техніона, ступінь магістра досліджень продуктивності і докторський ступінь у галузі авіаційної техніки.
У 1965 році служив у технологічному підрозділі розвідувального управління ЦАХАЛ на посадах у галузі досліджень і розробок після того, як Авраам Арнан вибрав його з групи студентів Техніона.
У 1965 році отримав Премію безпеки Ізраїлю за новаторські розробки. Це була перша з трьох ізраїльських нагород у галузі безпеки, отриманих їм за життя, проте деталі не відомі з міркувань безпеки.
У 1969 році здобув ступінь доктора технічних наук і повітроплавання в Сполучених Штатах. Після повернення він був призначений керівником відділу досліджень і розробок у розвідувальному корпусі. Після служби в армії він працював у званні професора в Інституті космічних досліджень ім. Ашера Техніона. У 1981 році заснував і став першим директором (Challenge Program Director) підрозділу Управління досліджень, розробки зброї і технологічної інфраструктури (Mapat) Міністерства оборони, відповідального за супутникові проєкти. У жовтні 2011 року він пішов з міністерства оборони, де відповідав за запуск 20 супутників. 
У грудні 2020 року Ешед заявив в інтерв'ю Едіот ахронот, що інопланетяни зв'язалися з людством, і попросив поки не публікувати цю річ.

## Безпека та наукова кар'єра
Ініціатива виникла після виступу президента Єгипту Анвара Садата в Кнесеті і його пропозиції про укладення мирного договору з Ізраїлем за умови евакуації Синайського півострова силами ІДФ. Згідно з мирним договором, далі не можна було фотографувати місцевість з винищувачів, а потрібно в інший спосіб контролювати прикордонні райони між Єгиптом і Синайським півостровом та стежити за тим, щоб єгиптяни не перекидали туди сили таємно.
Після цього уряд звернувся до Генерального штабу з проханням запропонувати альтернативи фотографічним польотам, а глава розвідувального відділу передав це завдання у відділ досліджень і розробок, очолюваний Ешедом в 1978 році в званні полковника. В ході внутрішніх дискусій під керівництвом полковника Хаїма Ешеда з різними органами оборонного відомства, а також з промисловістю та академічними колами дослідили можливості спостереження з космосу, які довели, що країна здатна створити інфраструктуру для створення наглядового супутника і його запуску в космос.
Коли в 1981 році це питання було піднято на затвердження уряду, прем'єр-міністр Менахем Бегін, який був також міністром оборони, і в ході бесіди з ним високопоставлені члени Генерального штабу Ізраїлю висловили сумніви у величезних витратах на космічну програму з урахуванням додаткових потреб Цахалу.
Незважаючи на ці застереження, прем'єр-міністр схвалив космічний план, а також можливість приєднання стратегічного партнера, який профінансує більшу частину витрат на створення космічної інфраструктури, фізичної, промислової та академічної.
У 1984 році вирішено створити в IAI національний центр знань про космос, і між IAI і Міністерством оборони укладено контракт на розвиток інфраструктури та проєкт першого супутника спостереження для Армії оборони Ізраїлю — Офек, очолюваний доктором Моше Бар Левом.
Протягом багатьох років директор космічної програми сприяв розвитку національної інфраструктури, дослідницьких можливостей, а також знань і можливостей ізраїльської промисловості у зв'язку з SLA.
Перший супутник, Офек-1, запустили 1988 року, а ракету-носій «Шавіт» «розроблено »з великим успіхом, що вразило космічний світ, після чого Держава Ізраїль увійшла до престижного клубу семи країн світу, здатних розробляти й запускати супутники в космос.
У 2016 році під керівництвом професора Ешеда почалася науково-освітня програма запуску десятками шкіл 70 крихітних супутників на ознаменування 70-річчя незалежності Ізраїлю.